# Лаваль (футбольний клуб)
«Стад Лаваль» або просто «Лаваль» (фр. Stade Lavallois Mayenne) — французький футбольний клуб з однойменного міста, який був заснований в 1902 році. В даний момент клуб виступає в Національному чемпіонаті, третьому за силою дивізіоні чемпіонату Франції.
Найвищим досягненням «Лаваля» є перемога в Літньому кубку 1982 та 1984 роках. Серед видатних гравців «Лаваля» можна виділити захисника і чемпіона світу та Європи Франка Лебефа. У клубі він зіграв 69 матчів і забив 10 м'ячів.

## Історія
Футбольний клуб «Лаваль» був заснований в 1902 році. У 1903 році команда брала участь в чемпіонаті Бретані і надалі тривалий час грала у нижчих дивізіонах Франції.
У 1976 році після перемоги у плей-оф над столичним «Ред Старом» «Лаваль» вперше в історії вийшов до вищого дивізіону Франції. Найвищим досягненням клубу стали перемогу в 1982 і 1984 роках в Літньому кубку, попереднику Кубка французької ліги. Після 13 років у вищому дивізіоні у 1989 році клуб знову повернувся у Дивізіон 2, де грав безперервно аж до 2006 року. Після цього клуб протягом трьох сезонів грав у Національному чемпіонаті, третьому за силою дивізіоні чемпіонату Франції, а 2009 року повернувся в Лігу 2. З 2017 року знову виступає у Національному чемпіонаті.

## Стадіон та кольори
Гостей «Лаваль» приймає на арені «Стад Франсіс-Ле-Бассер» місткістю трохи понад 18 тисяч глядачів. Основна форма команди має чорно-помаранчеву футболку, чорні шорти і гетри.

## Досягнення
- Переможець Літнього кубка (2): 1982, 1984.

## Відомі гравці
- Ервін Коштедде
- Франсуа Омам-Біїк
- Джимі Траоре
- Педро Педручі
- Патрік Деламонтен
- Ксав'є Гравельєн
- Раймон Крезо
- Франк Лебеф
- Ульріш Ле Пен
- Жан-П'єр Темпі
- Горан Рубил

## Відомі тренери
- Віктор Звунка